# Subaru Impreza WRC
El Subaru Impreza WRC es un vehículo de rally basado en el Subaru Impreza con homologación World Rally Car. Fue usado principalmente por el equipo oficial de Subaru en el Campeonato Mundial de Rally y por equipos privados, tanto en el mundial como en otras competiciones. Hizo su debut en 1997 y participó en el mundial hasta 2008. 
Fue construido por la empresa inglesa Prodrive, quienes ya habían preparado los modelos de la marca japonesa para competir en el mundial, como el Legacy RS (1990 - 1993) y el Impreza 555 (1993 - 1996), pero bajo regulaciones del Grupo A. El Impreza WRC ha tenido 12 evoluciones, ha conseguido 35 victorias y tres títulos: dos de pilotos (Burns 2001, Solberg 2003) y uno de constructores (1997).

## Evoluciones

### Subaru Impreza WRC97
La primera versión del Impreza WRC se estrenó en 1997 y fue el primer modelo basado en la categoría Word Rally Car. A diferencia del Impreza 555 que es un modelo de cuatro puertas, el Impreza WRC es un cupé de dos puertas. Esta versión era más ancha y más corta que su predecesor, mejorando bastante el aspecto aerodinámico con un nuevo kit de carrocería y un nuevo alerón trasero mucho más grande. Mecánicamente el motor se posicionó más hacia el centro del vehículo para mejorar la distribución de peso. Debutó en el Rally de Montecarlo, ganando la fecha y consiguiendo la primera victoria de la categoría. A lo largo de la temporada logró siete victorias más, con los pilotos Piero Liatti, Colin McRae y Kenneth Eriksson, ganando así el campeonato de constructores, el tercero consecutivo para la marca.

#### Características técnicas
| Motor           | 1.994cc turbo | Tracción             | 4WD     |
| Cilindros       | 4 (bóxer)     | Largo                | 4340 mm |
| Válvulas        | 16            | Ancho                | 1770 mm |
| Potencia        | 300 cv        | Altura               | 1390 mm |
| Par motor       | 470 Nm        | Distancia entre ejes | 2520 mm |
| Caja de cambios | Longitudinal  | Ancho de vía         | 1510 mm |
| Marchas         | 6 manual      | Peso                 | 1230 kg |

### Subaru Impreza WRC98
La edición de 1998 se estrenó al igual que el anterior, en el Rally de Montecarlo. Ese año solo lograría tres victorias: Portugal, Corcega y Grecia.
Además de McRae, Liatti y Erikson también condujeron el Impreza los pilotos Alister McRae y Jarmo Kytolehto. Participó en 13 ralis.

#### Características técnicas
| Motor           | 1.994cc turbo | Tracción             | 4WD     |
| Cilindros       | 4 (bóxer)     | Largo                | 4340 mm |
| Válvulas        | 16            | Ancho                | 1770 mm |
| Potencia        | 300 cv        | Altura               | 1390 mm |
| Par motor       | 470 Nm        | Distancia entre ejes | 2520 mm |
| Caja de cambios | Longitudinal  | Ancho de vía         | 1510 mm |
| Marchas         | 6 manual      | Peso                 | 1230 kg |

### Subaru Impreza WRC99
La edición WRC99 del Impreza compitió en las temporadas 1999 y 2000, logrando cuatro victorias: Argentina, Grecia, Finlandia, Australia y Gran Bretaña el primer año y una victoria en el Rally Safari el segundo año. Participó en un total de 17 rallyes entre los dos años. Los únicos pilotos que consiguieron una victoria fueron Richard Burns y Juha Kankkunen. Como novedades técnicas esta versión introdujo una caja de marchas secuencial.

#### Características técnicas
| Motor           | 1.994cc turbo | Tracción             | 4WD     |
| Cilindros       | 4 (bóxer)     | Largo                | 4340 mm |
| Válvulas        | 16            | Ancho                | 1770 mm |
| Potencia        | 300 cv        | Altura               | 1390 mm |
| Par motor       | 470 Nm        | Distancia entre ejes | 2520 mm |
| Caja de cambios | Longitudinal  | Ancho de vía         | 1510 mm |
| Marchas         | 6 secuencial  | Peso                 | 1230 kg |

### Subaru Impreza WRC2000
La edición WRC2000 fue usado en la temporada 2000. Debutó en el Rally de Portugal. Lograría solo tres victorias gracias a Richard Burns que ese año lograría el subcampeonato mundial. Fue usado en 11 rallyes. Estéticamente era bastante similar a las versiones anteriores del Impreza WRC al seguir siendo basado en el chasis GC8, pero mecánicamente el 80% de los componentes fueron diferentes. Entre las principales mejoras se encuentran tres diferenciales activos, un nuevo paragolpes delantero con un nuevo difusor y un nuevo alerón trasero.

#### Características técnicas
| Motor           | 1.994cc turbo | Tracción             | 4WD     |
| Cilindros       | 4 (bóxer)     | Largo                | 4340 mm |
| Válvulas        | 16            | Ancho                | 1770 mm |
| Potencia        | 300 cv        | Altura               | 1390 mm |
| Par motor       | 470 Nm        | Distancia entre ejes | 2520 mm |
| Caja de cambios | Longitudinal  | Ancho de vía         | 1510 mm |
| Marchas         | 6 secuencial  | Peso                 | 1230 kg |

### Subaru Impreza WRC2001
La versión WRC2001 se introdujo en 2001 y se utilizó hasta la temporada siguiente. Fue el primer Impreza WRC basado en la segunda generación del modelo, con denominación de chasis GD. Si bien es una base completamente diferente a los modelos basados en el GC8, la mecánica del WRC2001 es casi idéntica a la del auto del año anterior. El primer año logró solo una victoria con Richard Burns, pero conseguiría gracias a los buenos resultados del piloto inglés durante toda la temporada, el Campeonato de Pilotos. Participó en un total de 16 rallyes y lograría una segunda victoria en 2002 en Montecarlo gracias al piloto finlandés Tommi Mäkinen.

#### Características técnicas
| Motor           | 1.994cc turbo | Tracción             | 4WD     |
| Cilindros       | 4 (bóxer)     | Largo                | 4405 mm |
| Válvulas        | 16            | Ancho                | 1770 mm |
| Potencia        | 300 cv        | Altura               | 1440 mm |
| Par motor       | 520 Nm        | Distancia entre ejes | 2525 mm |
| Caja de cambios | Longitudinal  | Ancho de vía         | 1510 mm |
| Marchas         | 6 secuencial  | Peso                 | 1230 kg |

### Subaru Impreza WRC2002
La versión WRC2002 se estrenó en el Rally de Córcega de 2002. Con respecto al año anterior, trajo como mejoras un nuevo labio inferior en el paragolpes delantero, mejoras en el turbo, transmisión, un nuevo colector y un nuevo sistema de inyección de agua. Lograría solo una victoria, en el Rally de Gran Bretaña en las manos de Petter Solberg. 

#### Características técnicas
| Motor           | 1.994cc turbo | Tracción             | 4WD     |
| Cilindros       | 4 (bóxer)     | Largo                | 4405 mm |
| Válvulas        | 16            | Ancho                | 1770 mm |
| Potencia        | 300 cv        | Altura               | 1440 mm |
| Par motor       | 520 Nm        | Distancia entre ejes | 2525 mm |
| Caja de cambios | Longitudinal  | Ancho de vía         | 1510 mm |
| Marchas         | 6 secuencial  | Peso                 | 1230 kg |

### Subaru Impreza WRC2003
La versión WRC2003 debutó en la temporada 2003. Al igual que el Impreza de producción, el WRC03 sufrió cambios estéticos, principalmente en el frente. También trajo un nuevo alerón trasero y mejoras mecánicas con el fin de crear más potencia. Ese año Petter Solberg logró el Campeonato de Pilotos y conseguiría cuatro victorias: Chipre, Australia, Córcega y Gran Bretaña. El equipo lo usaría también en la temporada 2004.

#### Características técnicas
| Motor           | 1.994cc turbo | Tracción             | 4WD     |
| Cilindros       | 4 (bóxer)     | Largo                | 4415 mm |
| Válvulas        | 16            | Ancho                | 1770 mm |
| Potencia        | 300 cv        | Altura               | 1390 mm |
| Par motor       | 588 Nm        | Distancia entre ejes | 2535 mm |
| Caja de cambios | Longitudinal  | Ancho de vía         | 1510 mm |
| Marchas         | 6 secuencial  | Peso                 | 1230 kg |

### Subaru Impreza WRC2004
La versión WRC2004 debutó en el Rally de México de 2004. Componentes como el capó, tapa del baúl y ventanillas fueron fabricados en materiales ligeros como aluminio y policarbonato, para disminuir el peso del vehículo. Mecánicamente, trajo mejoras al motor y un nuevo sistema de refrigeración, con una nueva posición del radiador. También debutó una entrada de aire más grande en el parachoques delantero. Ese año lograría cinco victorias (Nueva Zelanda, Acropolis, Japón, Gran Bretaña, Cerdeña) sin embargo no pudo revalidar el título de pilotos. Se seguiría usando en 2005, logrando una victoria en Suecia. 

#### Características técnicas
| Motor           | 1.994cc turbo | Tracción             | 4WD     |
| Cilindros       | 4 (bóxer)     | Largo                | 4415 mm |
| Válvulas        | 16            | Ancho                | 1770 mm |
| Potencia        | 300 cv        | Altura               | 1390 mm |
| Par motor       | 588 Nm        | Distancia entre ejes | 2535 mm |
| Caja de cambios | Longitudinal  | Ancho de vía         | 1510 mm |
| Marchas         | 6 secuencial  | Peso                 | 1230 kg |

### Subaru Impreza WRC2005
Esta versión trajo un aumento en la anchura de 30 milímetros, que permitió un comportamiento más estable en el manejo. También ofreció un paragolpes delantero rediseñado, un nuevo turbo y mejoras en la inyección de agua y en la electrónica. El WRC05 debutó en el Rally de México de 2005 consiguiendo la victoria con Petter Solberg. Ese año lograría otra victoria en Gran Bretaña, siendo esta la última victoria conseguida en el Campeonato Mundial de Rally de parte del equipo oficial de Subaru.

#### Características técnicas
| Motor           | 1.994cc turbo | Tracción             | 4WD     |
| Cilindros       | 4 (bóxer)     | Largo                | 4415 mm |
| Válvulas        | 16            | Ancho                | 1800 mm |
| Potencia        | 300 cv        | Altura               | 1390 mm |
| Par motor       | 588 Nm        | Distancia entre ejes | 2535 mm |
| Caja de cambios | Longitudinal  | Ancho de vía         | 1510 mm |
| Marchas         | 6 secuencial  | Peso                 | 1230 kg |

### Subaru Impreza WRC2006
Esta evolución se estrenó en la temporada 2006 en el Rally de Montecarlo. Al igual que el Impreza de calle, el WRC06 trajo un frontal con un diseño totalmente nuevo, más agresivo y angular. La otra mejora en el exterior fue la adición de un pequeño alerón situado sobre la ventana trasera, con el propósito de dirigir aire al ala principal trasera, y general más carga aerodinámica. A pesar de todas las mejoras presentadas, ese año el equipo no consiguió ninguna victoria, solo lograría tres segundos puestos: México, Argentina y Australia. El equipo lo utilizó también en 2007.

#### Características técnicas
| Motor           | 1.994cc turbo | Tracción             | 4WD     |
| Cilindros       | 4 (bóxer)     | Largo                | 4425 mm |
| Válvulas        | 16            | Ancho                | 1800 mm |
| Potencia        | 300 cv        | Altura               | 1390 mm |
| Par motor       | 588 Nm        | Distancia entre ejes | 2545 mm |
| Caja de cambios | Longitudinal  | Ancho de vía         | 1510 mm |
| Marchas         | 6 secuencial  | Peso                 | 1230 kg |

### Subaru Impreza WRC2007
El Impreza WRC2007 debutó en el Rally de México de 2007. Por afuera no cambió mucho comparado con la evolución anterior, siendo la principal diferencia las aperturas del capó, esto se dio gracias a que el equipo diseñó una nueva ruta del flujo de aire del radiador. Otros cambios fueron una nueva posición de la rueda de repuesto, nueva salida del escape y retoques en el diferencial central y la suspensión. Ese año solo lograría podios en Portugal y otro en el Acrópolis, y otros dos más al año siguiente en México y Argentina.

#### Características técnicas
| Motor           | 1.997cc turbo | Tracción             | 4WD     |
| Cilindros       | 4 (bóxer)     | Largo                | 4340 mm |
| Válvulas        | 16            | Ancho                | 1800 mm |
| Potencia        | 300 cv        | Altura               | 1390 mm |
| Par motor       | 588 Nm        | Distancia entre ejes | 2520 mm |
| Caja de cambios | Longitudinal  | Ancho de vía         | 1510 mm |
| Marchas         | 6 secuencial  | Peso                 | 1230 kg |

### Subaru Impreza WRC2008
En el Rally Acrópolis de 2008 debutó la última versión de la saga: el Impreza WRC2008. Basada en la tercera generación del emblemático modelo, de nuevo fue un cambio radical. Ahora era un hatchback de cinco puertas. Básicamente era un auto completamente nuevo, compartiendo muy poco con el WRC2007. Empezó fuerte, consiguiendo un segundo puesto en su primera aparición, pero ese fue el mejor resultado en todo el año. A finales de la temporada Subaru decidió retirarse del Campeonato Mundial de Rally, poniendo fin a un largo paso en la categoría lleno de éxitos.

#### Características técnicas
| Motor           | 1.994cc turbo | Tracción             | 4WD     |
| Cilindros       | 4 (bóxer)     | Largo                | 4415 mm |
| Válvulas        | 16            | Ancho                | 1800 mm |
| Potencia        | 300 cv        | Altura               | 1475 mm |
| Par motor       | 650 Nm        | Distancia entre ejes | 2635 mm |
| Caja de cambios | Longitudinal  | Ancho de vía         | 1510 mm |
| Marchas         | 6 secuencial  | Peso                 | 1230 kg |

## Palmarés

### Títulos
| Año  | Título                                | Piloto            |
| ---- | ------------------------------------- | ----------------- |
| 1997 | Campeonato del Mundo de Constructores | -                 |
| 2001 | Campeonato del Mundo de Pilotos       | Richard Burns     |
| 2003 | Campeonato del Mundo de Pilotos       | Petter Solberg    |
| 2003 | Campeonato de Rally de Oriente Medio  | Nasser Al-Attiyah |
| 2002 | Campeonato de Francia de Rally        | Benoît Rousselot  |
| 2004 | Campeonato de Francia de Rally        | Stéphane Sarrazin |
| 1998 | Campeonato de Alemania de Rally       | Armin Kremer      |
| 1999 | Campeonato de Alemania de Rally       | Armin Kremer      |

### Campeonato del Mundo de Rally
| Temporada               | Piloto               | Rallyes | Victorias |
| ----------------------- | -------------------- | ------- | --------- |
| Subaru World Rally Team |                      |         |           |
| 2008                    | Petter Solberg       |         | 0         |
| 2008                    | Christopher Atkinson | 0       |           |
| 2008                    | Brice Tirabassi      | 0       |           |
| 2007                    | Petter Solberg       |         | 0         |
| 2007                    | Christopher Atkinson | 0       |           |
| 2007                    | Xavi Pons            | 0       |           |
| 2006                    | Petter Solberg       |         | 0         |
| 2006                    | Christopher Atkinson | 0       |           |
| 2006                    | Stéphane Sarrazin    | 0       |           |
| 2005                    | Petter Solberg       |         | 3         |
| 2005                    | Christopher Atkinson | 0       |           |
| 2005                    | Stéphane Sarrazin    | 0       |           |
| 2004                    | Petter Solberg       |         | 5         |
| 2004                    | Mikko Hirvonen       | 0       |           |
| 2003                    | Petter Solberg       |         | 4         |
| 2003                    | Tommi Mäkinen        | 0       |           |
| 2002                    | Petter Solberg       |         | 1         |
| 2002                    | Tommi Mäkinen        | 1       |           |
| 2002                    | Toshihiro Arai       | 0       |           |
| 2002                    | Achim Mortl          | 0       |           |
| 2001                    | Richard Burns        |         | 1         |
| 2001                    | Petter Solberg       | 0       |           |
| 2001                    | Markko Martin        | 0       |           |
| 2001                    | Toshihiro Arai       | 0       |           |
| 2000                    | Richard Burns        |         | 4         |
| 2000                    | Simon Jean-Joseph    | 0       |           |
| 2000                    | Juha Kankkunen       | 0       |           |
| 2000                    | Petter Solberg       | 0       |           |
| 1999                    | Richard Burns        |         | 3         |
| 1999                    | Juha Kankkunen       | 2       |           |
| 1999                    | Bruno Thiry          | 0       |           |
| 1998                    | Colin McRae          |         | 3         |
| 1998                    | Kenneth Eriksson     | 0       |           |
| 1998                    | Jarmo Kytolehto      | 0       |           |
| 1998                    | Piero Liatti         | 0       |           |
| 1998                    | Alister McRae        | 0       |           |
| 1997                    | Colin McRae          |         | 5         |
| 1997                    | Kenneth Eriksson     | 2       |           |
| 1997                    | Piero Liatti         | 1       |           |